# Клаймер (Нью-Йорк)
Клаймер (англ. Clymer) — місто (англ. town) в США, в окрузі Чотоква штату Нью-Йорк. Населення — 1753 особи (2020).

## Демографія
Згідно з переписом 2010 року, у місті мешкало 1698 осіб у 555 домогосподарствах у складі 426 родин. Було 611 помешкання
Расовий склад населення:
| - 98,4 % — білих - 0,1 % — корінних американців - 0,1 % — чорних або афроамериканців - 0,1 % — азіатів |

До двох чи більше рас належало 1,2 %. Частка іспаномовних становила 0,6 % від усіх жителів.
За віковим діапазоном населення розподілялося таким чином: 33,5 % — особи молодші 18 років, 51,7 % — особи у віці 18—64 років, 14,8 % — особи у віці 65 років та старші. Медіана віку мешканця становила 32,5 року. На 100 осіб жіночої статі у місті припадало 100,0 чоловіків;  на 100 жінок у віці від 18 років та старших — 101,8 чоловіків також старших 18 років.
Середній дохід на одне домашнє господарство  становив 64 743 долари США (медіана — 49 542), а середній дохід на одну сім'ю — 72 380 доларів (медіана — 55 500). Медіана доходів становила 37 200 доларів для чоловіків та 28 333 долари для жінок. За межею бідності перебувало 11,8 % осіб, у тому числі 20,3 % дітей у віці до 18 років та 4,5 % осіб у віці 65 років та старших.
Цивільне працевлаштоване населення становило 715 осіб. Основні галузі зайнятості: освіта, охорона здоров'я та соціальна допомога — 18,9 %, виробництво — 17,3 %, сільське господарство, лісництво, риболовля — 13,7 %, мистецтво, розваги та відпочинок — 12,6 %.